# Mohcine Besri
Mohcine Besri es un actor, escritor, productor y director marroquí.

## Carrera profesional
En 2011, escribió y dirigió la película The Miscreants (título original en francés: Les mécréants, en castellano: Los malhechores), que produjo junto a Michel Merkt, Michaël Rouzeau y Nicolas Wadimoff. Les mécréants tuvo como protagonistas a Jamila El Haouini, Maria Lalouaz, Amine Ennaji, Abdenbi El Beniwi y Rabii Benjhaile. Fue lanzada por el servicio de transmisión en línea Filmatigue en 2017.
En 2018 dirigió Urgent (título original francés: Une urgence ordinaire, en castellano, Una urgencia ordinaria), cuyo reparto contó con actores como Rachid Mustapha, Fatima Zahra Bennacer, Youssef Alaoui y Ayoub Layoussifi. La película se estrenó en el Festival Internacional de Cine de Marrakech, Festival Internacional de Cine de Palm Springs y el Festival Nacional de Cine de Tánger 2019. En los Africa Movie Academy Awards 2016, fue nominado en la categoría "Mejor director" por Urgent. La película también obtuvo otras cuatro nominaciones.
También en 2018, escribió y dirigió el largometraje dramático Laaziza, la cual contó con actores como Fatima Zahra Benacer, Omar Lotfi, Rachid Elouali y Zakaria Atifi. La película se proyectó en el 40.º Festival Internacional de Cine de El Cairo.

## Filmografía
| Año  | Título                               | Rol                                     | Notas                                                  | Ref.        |
| ---- | ------------------------------------ | --------------------------------------- | ------------------------------------------------------ | ----------- |
| 2018 | Urgent (Une urgence ordinaire)       | Director, escritor                      | Drama                                                  | [ 6 ] [ 7 ] |
| 2018 | Laaziza                              | Director, escritor                      | Drama                                                  | [ 18 ]      |
| 2017 | Worse Case, We Get Married           | Actor (Mohammed)                        | Drama                                                  | [ 20 ]      |
| 2011 | The Miscreants (Les mécréants        | Director, escritor, productor ejecutivo | Drama                                                  | [ 1 ] [ 2 ] |
| 2010 | Opération Casablanca                 | Escritor                                | Acción, Comedia, Crimen                                | [ 21 ]      |
| 1995 | Mary of Nazareth (Marie de Nazareth) | Actor (Jacques)                         | Drama                                                  | [ 22 ]      |
| 1993 | Abraham                              | 2 Angel (2 episodios)                   | Miniserie de televisión de aventura, biografía y drama | [ 23 ]      |